# Iosif Tâlvan
Iosif Tâlvan (Sibiu, 29 luglio 1972) è un ex calciatore rumeno, di ruolo centrocampista.